# Waldhäuserriegel
Der Waldhäuserriegel ist ein 1151 m ü. NHN hoher Berg im Bayerischen Wald nordöstlich der Stadt Grafenau und liegt in der Kernzone des Nationalparks Bayerischer Wald nahe der Grenze zu Tschechien (ca. zwei Kilometer Entfernung). Sein Gipfel ist entwaldet, die Hänge sind jedoch fast vollständig von Nadelwäldern bedeckt.
Die nächste Siedlung ist der Ortsteil Waldhäuser der Gemeinde Neuschönau. Nächste Berge sind nordöstlich der Lusen (1373 m) und östlich der Hohlstein (1196 m).